# Omar Rudberg
Omar Josué Rudberg (geboren als Omar Josué González op 12 november 1998), ook bekend als Omar, is een Venezolaans-Zweeds zanger en acteur. Omar werd geboren in Venezuela en verhuisde op zesjarige leeftijd met zijn moeder naar Äsa, Kungsbacka in Zweden. Rudberg was onderdeel van de boyband FO&O. Ook heeft hij meerdere malen meegedaan aan Melodifestivalen, de Zweedse voorselectie voor het Eurovisiesongfestival.

## Muziek

### FO&O
In 2013 startte Rudberg zijn muzikale carrière als onderdeel van de boyband FO&O. Rudberg trad met de band op tijdens de finale van Idol 2013 in Zweden. Als onderdeel van de band heeft Rudberg twee albums uitgebracht, genaamd "Off The Grid" (2014) en "FO&O" (2017). Op 30 november 2016 werd de groep aangekondigd als een van de 28 deelnemers aan Melodifestivalen met het lied "Gotta Thing About You". Ze behaalden uiteindelijk de elfde plaats in de finale. In 2017 ging de band uit elkaar en startte Rudberg een solocarrière.

### Solocarrière
In 2017 startte Rudberg zijn solocarrière als artiest. In 2018 bracht Rudberg zijn eerste single "Que Pasa" uit samen met de Zweedse rapper Lamix. Later in 2018 werd aangekondigd dat Omar zou deelnemen aan Melodifestivalen in 2019. Dit deed hij met het lied "Om om och om igen". Het lukte Rudberg niet om zich te kwalificeren vanuit de eerste ronde, maar dit leverde wel zijn eerste Zweedse top 20 hit op sinds het begin van zijn solocarrière. In 2022 deed Rudberg opnieuw mee aan Melodifestivalen met het lied "Moving like that". Omar werd in de heat van Cornelia Jakobs (winnaar van Melodifestivalen 2022) vijfde, wat niet genoeg was voor kwalificatie voor de volgende ronde. Op 27 mei 2022 bracht Rudberg het album "OMR" uit.

### Singles
| Titel                             | Jaar | Album               | In samenwerking met   |
| --------------------------------- | ---- | ------------------- | --------------------- |
| "Que Pasa"                        | 2018 | -                   | Lamix                 |
| "La Mesa"                         | 2018 | -                   | Elias Hurtig          |
| "Om om och om igen"               | 2019 | -                   | -                     |
| "På min telephone toda la noche"  | 2019 | -                   | -                     |
| "Dum"                             | 2020 | -                   | -                     |
| "Jag e nån annan"                 | 2020 | -                   | -                     |
| "Läppar"                          | 2020 | -                   | -                     |
| "Alla Ba OUFF"                    | 2021 | -                   | -                     |
| "It Takes A Fool To Remain Sane"  | 2021 | Omar Covers         | -                     |
| "Symphony"                        | 2021 | Omar Covers         | -                     |
| "Remember"                        | 2021 | Omar Covers         | -                     |
| "Yo Dije OUFF"                    | 2021 | -                   | -                     |
| "Mi Casa Su Casa"                 | 2022 | OMR                 | -                     |
| "La Incondicional"                | 2022 | OMR                 | Benjamin Ingrosso     |
| "Moving like that"                | 2022 | OMR                 | -                     |
| "In the sunrise"                  | 2022 | OMR                 | -                     |
| "Mama"                            | 2022 | OMR                 | -                     |
| "Coast side"                      | 2022 | OMR                 | -                     |
| "Pull up"                         | 2022 | OMR                 | -                     |
| "Que Puedo Hacer?"                | 2022 | OMR                 | -                     |
| "Como Ayer"                       | 2022 | OMR                 | -                     |
| "Breathe"                         | 2022 | OMR                 | -                     |
| "Nakna"                           | 2022 | -                   | Victoria Nadine       |
| "Todo De Ti" (All that she wants) | 2022 | -                   | -                     |
| "Simon's song"                    | 2022 | -                   | -                     |
| "Call me by your name"            | 2023 | -                   | Claudia Neuser        |
| "She Fell In Love In The Summer"  | 2023 | -                   | -                     |
| "Happier"                         | 2023 | -                   |                       |
| "Om du inte fanns"                | 2023 |                     | Sa mycket bättre 2023 |
| "Höj ett glas"                    |      |                     | Sa mycket bättre 2023 |
| "Min första"                      |      |                     | Sa mycket bättre 2023 |
| "Redlight"                        | 2024 | Every Night Fantasy |                       |
| “Talk”                            | 2024 | Every Night Fantasy |                       |
| “Bye Bye”                         | 2024 | Every Night Fantasy |                       |
| “Sabotage”                        | 2024 | Every Night Fantasy |                       |
| “Girlfriend”                      | 2024 | Every Night Fantasy |                       |
| “Wrong”                           | 2024 | Every Night Fantasy |                       |
| “Luz Roja” (bonus)                | 2024 | Every Night Fantasy |                       |
| “Lose me”                         | 2024 | Every Night Fantasy |                       |
| "I'm Not a Boy"                   | 2025 |                     |                       |
| “No Soy un Hombre"                | 2025 |                     |                       |

## Filmcarrière

### Young Royals
Rudberg speelt in de Zweedse Netflix-serie "Young Royals" een van de hoofdrollen: Simon Eriksson, de geliefde van kroonprins Wilhelm. In het eerste seizoen coverde hij het nummer It Takes A Fool To Remain Sane. Dat gebeurde in de eerste aflevering toen Wilhelm de school binnenkwam. In het tweede seizoen is Rudberg's single "Simon's song" te horen. In 2023 speelde hij ook nog in Karusell, een Zweedse horrorfilm over een vriendengroep die vast komt te zitten in een pretpark. 

### Overzicht
| Jaar | Titel                | Rol            | Notitie       |
| ---- | -------------------- | -------------- | ------------- |
| 2021 | Young Royals S1      | Simon Eriksson | Netflix serie |
| 2022 | Young Royals S2      | Simon Eriksson | Netflix serie |
| 2023 | Karusell             | Dante          | Film          |
| 2024 | Young Royals S3      | Simon Eriksson | Netflix serie |
| 2024 | Young Royals Forever | Zichzelf       | Documentaire  |

### Prijzen en nominaties
| Jaar | Prijs                                 | Categorie                          | Als Onderdeel van | Uitkomst    |
| ---- | ------------------------------------- | ---------------------------------- | ----------------- | ----------- |
| 2021 | Stockholm International Film Festival | Opkomend talent                    | Young Royals      | genomineerd |
| 2022 | QX Gaygala                            | Beste duo (samen met Edvin Ryding) | Young Royals      | gewonnen    |